# Goście (film 2022)
Goście (duń. Gæsterne) – duński dreszczowiec z 2022 roku w reżyserii Christiana Tafdrupa. W głównych rolach zagrali Morten Burian, Sidsel Siem Koch, Fedja van Huêt oraz Karina Smulders.
Premiera miała miejsce 22 stycznia 2022 roku na Sundance Film Festival.

## Fabuła
Rodzina w której skład wchodzą: ojciec, matka i córka, wybiera się na wakacje do nowo poznanych znajomych. Goszcząca ich para zaczyna jednak wykazywać coraz dziwniejsze i bardziej alarmujące zachowania, które z czasem zaczynają niepokoić gości.

## Odbiór

### Reakcja krytyków
Film spotkał się z dobrą reakcją krytyków. W agregatorze recenzji Rotten Tomatoes 84% z 90 recenzji uznano za pozytywne. Z kolei w agregatorze Metacritic średnia ważona ocen z 17 recenzji wyniosła 78 punktów na 100.